# Dama de compañía (película)
Dama de compañía es una película de Argentina en blanco y negro dirigida por Alberto de Zavalía según guion de Carlos Aden y Gregorio Martínez Sierra que se estrenó el 8 de mayo de 1940 y que tuvo como protagonistas a Olinda Bozán, Delia Garcés, Elsa O'Connor y Esteban Serrador. El filme contó con la asesoría artística de Ernesto Arancibia.

## Sinopsis
Los buenos y malos momentos que comparten tres muchachas, su madre y una gobernanta que estaba en todo y no solo en las cosas de la casa sino en las del corazón de las mujeres.

## Reparto
- Olinda Bozán
- Delia Garcés
- Elsa O'Connor
- Esteban Serrador
- Nuri Montsé
- Aída Alberti
- Juana Sujo
- Héctor Quintanilla
- Domingo Mania
- Adrián Cúneo
- Alfredo Jordan
- Regina Laval
- Juan José Piñeiro
- Tilda Thamar

## Comentarios
Calki escribió en El Mundo: "Comicidad directa alternando con un tema de amor. El conflicto amoroso se desarrolla en forma descarada...en la parte cómica consigue eficacia echando mano a recursos primarios". Por su parte Claudio España opinó que:

"Alberto de Zavalía, con este film, echó a andar el género: la comedia blanca, sin adornos sociales ni realistas, con todo a la mano para que los personajes no tuvieran otro conflicto que el de su corazón o alguna cuestión interior. Las lágrimas se calmaban con una sonrisa y las caricias obtenían igual resultado con una palmada. La comedia blanca no contaba casi una historia, le bastaban varios personajes y el conflicto interior de cada uno. La musicalidad imperante en el cine de Zavalía fue el motor rítmico de estas edulcoradas comedias, en el momento en que sus heroínas empezaron a descubrir que "soñar no cuesta nada". Estas comedias, que muchos denominaron "de los teléfonos blancos" en remedo del cine italiano similar de los años 30, estaban dirigidas a la mujer y había que llevar un pañuelo para ir a verlas."